# Loris Karius
Loris Sven Karius (n. 22 iunie 1993, Biberach an der Riß, Baden-Württemberg, Germania) este un fotbalist german, care joacă pe post de portar la Schalke 04 în 2. Bundesliga. Pe plan internațional, are prezențe la națională pentru Germania Sub-21⁠(d), Germania U17⁠(d), Germania U16⁠(d), Germania U19⁠(d), Germania U20⁠(d) și Germania U18⁠(d).

## Cariera de jucător

### Stuttgart
Karius s-a născut în Biberach an der Riss, Baden-Württemberg. El a jucat pentru echipe locale V Biberach, SG Mettenberg și SSV Ulm 1846  înainte de a se alătura VfB Stuttgart.    

### Manchester City
Manchester City l-a invitat pe Karius și familia sa în Anglia, după ce l-a văzut în jocul Germaniei împotriva Macedoniei și l-au semnat la 1 iulie 2009. Coordonatorul de tineret din Stuttgart, Thomas Albeck, a declarat: „A existat o sumă exorbitantă de bani implicați.” Karius a jucat pentru echipele sub-18 și sub 21 la Manchester City, dar nu a reușit să intre în prima echipă de la Manchester.

### Mainz 05
Manchester City l-a împrumutat pe Karius la Mainz 05 în august 2011, unde a jucat pentru echipa Mainz 05 II în Regionalliga. În data de 11 ianuarie 2012, Karius a fost cedat definitiv de City la Mainz cu care a semnat un contract pe doi ani, având ca opțiune de prelungire pentru al treilea an, până în iunie 2015.  
Karius a debutat pe 1 decembrie 2012 împotriva Hannover 96 când l-a înlocuit pe Shawn Parker după ce portarul Christian Wetklo a fost retrogradat. Karius a devenit prima opțiune pentru Mainz și a semnat un contract de prelungire de trei ani, la 12 ianuarie 2015. În sezonul 2015-2016, Karius a fost portarul de bază fiind votat al treilea cel mai bun portar din ligă în urma unui sondaj de opinie care a avut loc pe siteul oficial din Bundesliga. 

### Liverpool
La 24 mai 2016, Karius a semnat un contract cu Liverpool, pe o durata de cinci ani în valoare de 4,7 milioane euro. Clubul a confirmat că el va primi tricoul cu numărul 1, acesta fiind purtat de Brad Jones, care a fost eliberat de către club în iunie 2015.  

### Echipa națională
Prezențe la echipele naționale ale Germaniei:
| Echipa națională |             |   |     |
| ---------------- | ----------- | - | --- |
| 2008-2009        | Germany U16 | 3 | (0) |
| 2009             | Germany U17 | 1 | (0) |
| 2010             | Germany U18 | 1 | (0) |
| 2011             | Germany U19 | 1 | (0) |
| 2012             | Germany U20 | 1 | (0) |
| 2014-2015        | Germany U21 | 1 | (0) |

## Viața personală
Karius a devenit prieten cu solistul canadian Justin Bieber în timp ce acesta se afla într-o vacanță în Miami în vara anului 2015. Karius și Justin Bieber au fost cazați în același hotel, iar Karius afirmă că Bieber i-a admirat tatuajele.